# Deightoniella torulosa
Deightoniella torulosa är en svampart som först beskrevs av Hans Sydow, och fick sitt nu gällande namn av M.B. Ellis 1957. Deightoniella torulosa ingår i släktet Deightoniella och familjen Mycosphaerellaceae.   Inga underarter finns listade i Catalogue of Life.